# Krzywek (jezioro koło Gromu)
Krzywek – jezioro w Polsce położone w województwie warmińsko-mazurskim, w powiecie szczycieńskim, w gminie Pasym.
Jezioro o powierzchni 11,7 ha i głębokości maksymalnej 2,7 m. Krzywek jest jeziorem typu linowo-szczupakowego i hydrologicznie zamkniętym.